# Jérôme Boateng
Jérôme Agyenim Boateng (Berlín Occidental, 3 de setembre de 1988) és un futbolista alemany, que juga com a defensa central al LASK. Ha estat internacional amb la selecció de futbol d'Alemanya i és germà petit de Kevin-Prince Boateng.

## Carrera
És un futbolista amb doble nacionalitat: ghanesa i alemanya. Té un físic privilegiat i suficient versatilitat per a jugar en qualsevol posició del fons. Va començar la seua carrera jugant per al club juvenil de Tennis Borussia Berlin i va militar a l'Hamburg SV alemany fins a mitjan 2010.
Boateng va jugar en l'Hertha BSC des de l'1 de juliol de 2002 quan tenia 13 anys, fins al 22 d'agost de 2007. Va debutar enfront del Hannover 96 en l'estadi AWD-Arena.
El juny del 2010 fitxà pel Manchester City FC per 5 temporades.
El 25 de maig de 2013 formà part de l'equip titular del FC Bayern de Múnic que esdevingué campió de la Lliga de Campions de la UEFA 2012-13 en derrotar el Borussia de Dortmund a la final.
El 21 de desembre de 2013 formà part de l'equip titular del FC Bayern de Múnic que esdevingué campió del Campionat del Món de Clubs de futbol 2013, a Marràqueix, Marroc, en derrotar per 2-0 el Raja Casablanca.

## Internacional
El 8 de maig de 2014 va ser inclòs pel seleccionador alemany Joachim Löw a la llista preliminar de 30 jugadors per la fase final del mundial de 2014. Posteriorment, el juny de 2014 fou ratificat com un dels 23 seleccionats per representar Alemanya a la Copa del Món de Futbol de 2014 al Brasil.

### Participacions en Copes del Món
| Mundial                        | Seu        | Resultat    |
| ------------------------------ | ---------- | ----------- |
| Copa Mundial de Futbol de 2010 | Sud-àfrica | Tercer lloc |

## Palmarès
Manchester City FC
- 1 Copa anglesa: 2010-11.

Fußball-Club Bayern München
- 2 Campionats del Món de Clubs: 2013,[4] 2020.
- 2 Supercopes d'Europa 2013.,[11][12] 2020.
- 2 Lligues de Campions de la UEFA: 2012-13, 2019-20.
- 8 Lligues alemanyes: 2012-13, 2013-14, 2014-15, 2015-16, 2016-17, 2017-18, 2018-19, 2019-20.
- 5 Copes alemanyes: 2012-13, 2013-14, 2015-16, 2018-19, 2019-20.
- 4 Supercopes alemanyes: 2012, 2016, 2017, 2018.

Selecció alemanya
- 1 Copa del Món: 2014.
- 1 Campionat d'Europa sub-21: 2009.